# Kabina nawigacyjna

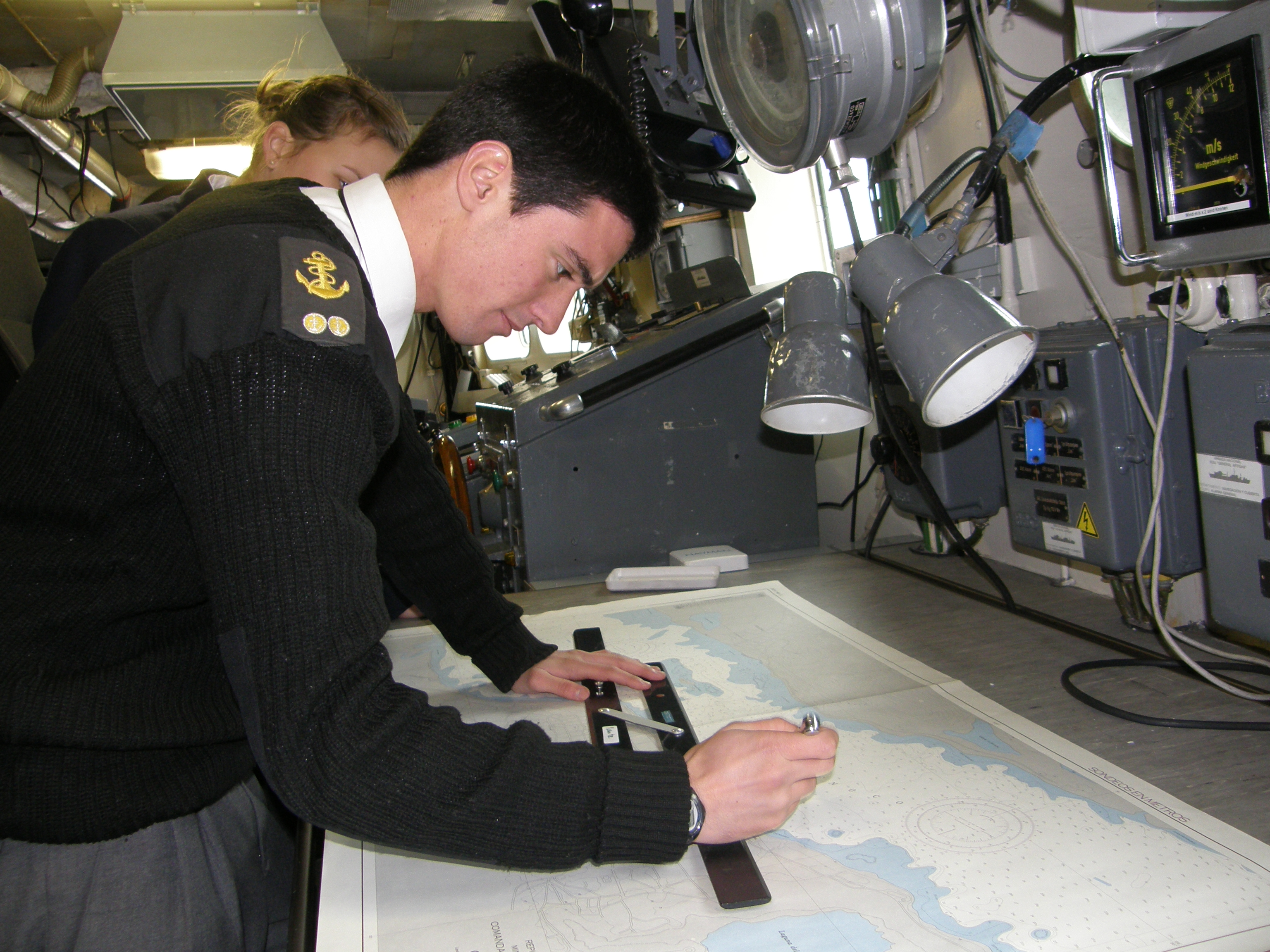
Oficer podczas pracy przy stole nawigacyjnym.

Kabina nawigacyjna – jedno z pomieszczeń technicznych jednostki pływającej. Stanowi kabinę przeznaczoną do pracy nawigatora. Na małych jachtach jest zazwyczaj wydzielonym przedziałem wewnątrz kabiny wyposażonym w stół nawigacyjny oraz przybory nawigacyjne. Często za stół służy górna płyta szafki, natomiast za siedzenie koja. Na większych jednostkach kabina nawigacyjna może być pomieszczeniem z osobną zejściówką oraz drzwiami.